# Иру (волость)
И́ру (ест. Õru vald) — колишня волость в Естонії, до адміністративної реформи 2017 року одиниця самоврядування в повіті Валґамаа.

## Географічні дані
Площа волості — 104,6 км2, чисельність населення на 1 січня 2017 року становила 460 осіб.

## Населені пункти
Адміністративний центр — селище Иру (Õru alevik).
На території волості також розташовувалися 8 сіл (küla):
Илату (Õlatu), Ирусте (Õruste), Ківікюла (Kiviküla), Кіллінґе (Killinge), Лота (Lota), Мустуметса (Mustumetsa), Прійпалу (Priipalu), Унікюла (Uniküla).

## Історія
22 лютого 1992 року Ируська сільська рада була перетворена у волость зі статусом самоврядування.